# Spoorlijn Düsseldorf-Flughafen - Düsseldorf-Unterrath
De spoorlijn Düsseldorf-Flughafen - Düsseldorf-Unterrath is een Duitse spoorlijn tussen de luchthaven van Düsseldorf en station Düsseldorf-Unterrath aan de spoorlijn Keulen - Duisburg. De lijn is als spoorlijn 2406 onder beheer van DB Netze.

## Geschiedenis
Het traject werd door Deutsche Bahn op 27 oktober 1975 geopend.

## Treindienst

### S-Bahn Rhein-Ruhr
Op het traject rijdt de S-Bahn Rhein-Ruhr de volgende routes:
| Serie | Treinsoort            | Route | Bijzonderheden                             |
| ----- | --------------------- | --- | ------------------------------------------ |
| S 11  | S-Bahn (DB Regio NRW) | Düsseldorf Luchthaven Terminal – Düsseldorf Hbf – Neuss Hbf – Norf – Nievenheim – Dormagen – Köln Hbf – Bergisch Gladbach | Dienstregeling S11 geldig vanaf 10-12-2023 |

## Aansluitingen
In de volgende plaatsen is of was er een aansluiting op de volgende spoorlijnen:
Düsseldorf-Unterrath
DB 2670, spoorlijn tussen Keulen en Duisburg

## Elektrische tractie
Het traject werd bij aanleg in 1975 geëlektrificeerd met een wisselspanning van 15.000 volt 16⅔ Hz.
- Eisenbahnatlas Deutschland. Schweers + Wall, Aachen 2014, ISBN 978-3-89494-145-1.